# Пардо, Мануэль
Мануэ́ль Па́рдо-и-Лавалье́ (исп. Manuel Pardo y Lavalle; 9 августа 1834, Пуно, регион Пуно, Перу — 16 ноября 1878, Лима) — перуанский политик, первый гражданский президент страны.

## Биография

### Ранние годы
Родился в аристократической семье писателя, поэта и политика Фелипе Пардо-и-Альяга. Принадлежал к семье, связанной с колониальным правящим классом. Получил образование в Чили, Барселоне и Париже, демонстрируя предпочтения в области экономики.
Детство провёл в Чили, куда его отец был направлен полномочным посланником-министром правительства Филипе Сантьяго Салаверри, затем правительства Рамона Кастилья. Начал учёбу в бизнес-школе Вальпараисо, продолжил в Национальном институте Чили. Завершал среднее и начинал высшее образование на родине, в Перу (Университет Сан-Маркос). Затем отправился в Европу, где занимался на кафедре философии и литературы Барселонского университета и кафедре литературы и политэкономии в Коллеж де Франс (где попал под сильное влияние реформистских взглядов поклонника А. Сен-Симона профессора Мишеля Шевалье.
Вернулся в Перу в 1853 году.

### Начало карьеры
В июне 1854 года был назначен заместителем председателя Секции статистики тогдашнего правительства, но отказался выполнять свои обязанности и занялся сельским хозяйством, помогая своему родственнику Хосе Антонио де Лавалье в управление имуществом его виллы.
Во время второго правления маршала Рамона Кастилья и после отмены рабства (1855 год) возглавлял комиссию по созданию сельской полиции.
Написанное им эссе о большой разнице в жизни различных слоёв населения в разных регионах страны оказало сильное воздействие на настроения в обществе.
Был крупным землевладельцем в регионе Ламбаеке. Работал в компании-экспортёре гуано в Великобританию, основателем и директором Банка Перу (исп. Banco del Perú, 1864), президентом компании по страхованию жизни «La Paternal» (1868), директором Южноамериканской компании морского страхования.
В 1864 году президент Хуан Антонио Песет поручил ему миссию получения кредитов в Европе с целью организации отпора возможной испанской агрессии. По возвращении в 1865 году был назначен министром финансов в правительстве своего хорошего знакомого полковника Мариано Игнасио Прадо. В рамках этого министерства продвигал агрессивную реформу налоговой системы в пользу увеличения государственных доходов.
Избранный директором Благотворительного Общества (1868), боролся с последствиями эпидемии жёлтой лихорадки, которая стоила жизни 25% населения в Лиме и Кальяо. Занимался вопросами строительства больницы, возглавлял специальный благотворительный фонд перуанского Сберегательного банка и был обеспокоен развитием школьного образования в столице.
Мэр Лимы с 1869 по 1879 год. Успел многое сделать для сферы образования, и способствовать проведению 1-й Национальной промышленной выставки. Среди других общественных работ — санация и украшение города, канализация канав, мощение улиц, открытие площадей и начало строительства дороги от Лимы до Кальяо.
24 апреля 1871 года основал Гражданскую партию, в которой объединились богатые купцы — получатели гуано, промышленники и землевладельцы, представители нарождающейся национальной буржуазии. Не довольствуясь экономической властью, они также стремились контролировать политическую власть. К ним также присоединились многочисленные интеллектуалы, юристы и журналисты. С помощью этой партии на президентских выборах 1872 года он одержал победу над фаворитом действовавшего президента Хосе Бальты 63-летним генералом Хосе Руфино Эченике, поддержанного армией и церковными кругами, получив 57,8% голосов против 23,1% у Эченике и 19,1% у кандидата от либералов Верховного прокурора страны  Мануэля Торибио Урета.
Должен был вступить в должность 2 августа того же года. Однако эти планы нарушил военный министр генерал Томас Гутьеррес, который сначала пытался уговорить президента Хосе Бальта устроить переворот и не уходить со своего поста, а после отказа последнего сам со своими братьями 22 июля устроил переворот и объявил себя Верховным главнокомандующим страны и заключил под стражу президента Х. Бальту. Однако Т. Гутьеррес не нашёл поддержки у флота и среди населения Перу.

В результате последовавших волнений арестованный президент Х. Бальта был казнён сторонниками Т. Гутьерреса, что вызвало новый всплеск насилия. Сторонники казнённого президента ворвались в президентский дворец, линчевали Т. Гутьерреса и повесили его тело на одну из башен собора Лимы. Таким образом, Перу в один день, 26 июля, лишилось сразу двоих своих руководителей. После этих событий и краткого правления двух временных президентов 2 августа Мануэль Пардо принял присягу в качестве первого избранного гражданского главы Перу.

### На посту президента
За время его президентства было три министерских кабинета: первый, под председательством генерала Хосе Мигеля Медины; второй — доктора Хосе Эусебио Санчеса; третий — генерала Николаса Фрейре.
М. Пардо начал своё правление в условиях огромной популярности, однако она постепенно уменьшалась из-за экономического кризиса.
Естественно, оппозиция в парламенте воспользовалась такой ситуацией, для нападок на правительство. Два неудачных события усугубили положение. Один из них инцидент в местечке Окатара, где чилийские рабочие, трудившиеся на строительстве центральной железной дороги, вошли в резкое противоборство с местным населением и силами правопорядка, но вместо того, чтобы судить их по законам, правительство просто отправило из на родину, что привело к урону для популярности правительства.
Другим негативным событием стало совершённое в гарнизоне на границе с Бразилией убийство при невыясненных обстоятельствах бывших мятежников против правительства, бывшего президента полковника Мариано Эренсия Севальоса и полковника Доминго Гамио, совершённое 2 февраля 1873 года.
22 августа 1874 года пережил покушение, когда на улице Лимы армейский капитан Хуан Боза произвёл в него несколько выстрелов из револьвера, однако промахнулся. М. Пардо сам схватился со стрелком, выбив тростью его оружие. Группа людей, которые сопровождали Бозу и, по-видимому, были его сообщниками, сбежала.
Весь период правления М. Пардо страна сталкивалась с мятежами. Так, одно из восстаний поднял в октябре 1874 года бывший министр финансов в правительстве Х. Балты Николас де Пьерола, поддержанный чилийцами. Повстанцы захватили Мокегуа и планировали захватить Арекипу, но были побеждены правительственными силами в декабре.

#### Внутренняя политика
21 сентября 1872 года он представил Конгрессу ситуацию в Казначействе, которое рассматривалась  как катастрофическая. Продажа гуано, основного источника дохода Казначейства в течение 30 лет, была в упадке, и весь добываемый продукт шёл  в уплату государственного долга. Причина заключалась в том, что гуано испытало резкое падение цены из-за снижения своего качества и конкуренции с другими естественными удобрениями, которые заполнили мировой рынок (прежде всего — селитра). К тому же налицо была тенденция к истощению резервов гуано. Бюджет страны, значительно увеличившийся при правительстве Хосе Бальты, покрываться налогами только на 50%; годовой дефицит достиг 8 500 000 солей.
Для исправления сложившегося положения М. Пардо предложил:
- Установление фискальной децентрализации для достижения большего объёма сбора налогов в департаментах.
- Установление административной децентрализации (чтобы каждый департамент правительства управлял своими собственными доходами, создавая для этого ведомственные советы.
- Создание налога на мобильные тарифы на экспорт селитры (как заменителя гуано в смысле доходности) из прибрежной провинции Тарапака (Конгресс не одобрил этот налог; по закону от 18 января 1873 года было установлено, что государство будет покупать всю продукцию по фиксированной цене, а затем продавать её потребителям по более высокой цене.)
- Реорганизацию таможенных пошлин и повышение тарифов.
- Сокращение государственных расходов до минимума, пытаясь удовлетворить потребности нации собственными ресурсами.
- Подписание нового контракта на продажу 1 900 000 тонн гуано (совершено 7 июня 1876 года).

Принятые меры не дали ожидаемых результатов. Только повышение таможенных тарифов имело некоторый успех, и это со временем стало наиболее важным пунктом фискальной политики, но собственно дефицит бюджета увеличился. В течение периода 1874-1876 годов доход казны составлял 30 миллионов солей, а расходы превышали 74 миллиона. К этому нужно добавить, что с 1873 года мировая капиталистическая система вступила в кризис, началась длительная депрессия, которая продлилась до конца XIX столетия. Перуанская экономика сильно пострадала, так как международные цены на сырье упали и экспорт сократился.
М. Пардо пытался исправить положение разумным увеличением налогов, пересмотром контрактов на продажу селитры и гуано. Вся селитряная промышленность была национализирована.
Финансовый кризис привел к монетарному кризису, золотые и серебряные монеты начали исчезать из обращения и из банков. Выплата внешнего долга не могла быть продолжена, это привело к потере имиджа Перу как заёмщика за рубежом и, следовательно, к невозможности получения новых кредитов.
Страна шла к экономическому банкротству. Были также сопутствующие факторы в виде роста цен (прежде всего, на продукты первой необходимости), частичного паралича общественных работ и безработицы, что вызывало неизбежное недовольство населения.
Вместе с тем прошло сокращение армии до менее чем 3000 военнослужащих. Хотя в то же время были созданы Училища капралов и сержантов, а также Специальное училище артиллерии и Военно-морское училище.
Экономический кризис и непредвиденные расходы правительства на подавление непрерывных восстаний не позволили расходовать средства на покупку современного армейского снаряжения.
Такая политика была фатальной для страны, поскольку именно ослабление армии и флота при экономических проблемах побудили Чили развязать войну с целью аннексии части перуанской территории, богатой гуано и селитрой.

#### Международная политика
Политика континентальной солидарности, которую инициировал президент Р. Кастилья, была в кризисе. Перу постепенно утратило морское превосходство в акватории Тихого океана, в то время как Чили обрело его, проявляя тенденции территориального экспансионизма к северу от своих границ: участились территориальные споры этой страны с Боливией, вызванные наличием богатых запасов селитры в пустыне Атакама.
В этих условиях 6 февраля[1873 года был подписан Договор о союзе между Перу и Боливией, который носил строго оборонительный характер. Стороны обязались взаимно гарантировать свою независимость, суверенитет и целостность своих территорий, обязуясь защищаться от любой внешней агрессии. Договор был строго оборонительным, хотя содержал положение о взаимной обороне в случае нападения любого государства на одну из сторон. Он вступил в силу, когда Чили напала на Боливию в 1879 году.
После того, как договор был одобрен Конгрессами Перу и Боливии, начались переговоры о присоединении к нему Аргентины, которая также находилась в пограничных спорах с Чили по территориям Патагонии. Аргентинское правительство Доминго Фаустино Сармьенто согласилось с этим договором и представило его в парламент для одобрения, однако последовал отказ Сената, где преобладали противники аргентинского президента.
Законы о национализации нитратных рудников Тарапаки также вызвали неудовольствие чилийского высшего класса, поскольку многие чилийцы имели инвестиции в эксплуатацию селитры этого региона.

#### Культурная и гуманитарная политика
В отличие от кризисов в прочих сферах, образовательная и культурная деятельность правительства Пардо оказалась активной и успешной, так как он считал основным своим делом на посту президента социальное развитие страны.
М. Пардо продолжил эту работу президента Р. Кастилья по развитию народного образования. При нём было установлено, что начальное образование является обязательным и бесплатным в первом классе и оно будет передано местным муниципалитетам. Получение начального образования для жителей было расширено до 60 лет.
В области высшего образования для подготовки технических специалистов и специалистов по различным специальностям государственного управления были созданы
- факультет политических и административных наук Университета Сан-Маркос (ныне факультет экономических наук)
- Школа инженеров-строителей и шахтных инженеров (ныне Национальный инженерный университет)
- Высшая школа сельского хозяйства (ныне Национальный аграрный университет «Ла Молина»).
- Педагогическое училище Сан-Педро была создана (для женщин, которые хотели стать преподавателями)
- Школа изящных искусств.

Университетам была предоставлена автономия.

#### Заметные события президентства
- Активизировалась европейская иммиграция (прибыли три тысячи европейских иммигрантов, большинство из которых были отправлены для колонизации района джунглей Чанчамайо в регионе Хунин, где они в 1874 году основали город Ла Мерсед. Азиатская иммиграция также способствовала развитию прибрежного сельского хозяйства.
- Отменены дорожные сборы и внутренние таможни, которые находились в ведении глав регионов Перу.
- Организовано Статистическое управление. В 1876 году проведена первая всеобщая перепись населения. Перепись показала число 2 704 998 жителей.
- Созданы Гражданские реестры при муниципалитетах, с целью организовать выдачу свидетельств о рождении, браке и смерти граждан, которая до этого была привилегией католических приходов.
- С целью защиты общественного порядка восстановлена и реорганизована Национальная гвардия. Все граждане в возрасте от 21 до 25 лет, которые не были зачислены в действующую армию или в резерв, должны были составить подразделения Национальной гвардии в каждой провинции с периодическим обучением и вызовами на действительную службу на срок не более шести месяцев.
- Приняты Общие почтовые правила для улучшения почтовой службы и начато строительство почтамта в Лиме.
- Частной компанией был протянут телефонный кабель между Перу и Чили, а затем между городом Пайта и Панамой, что соединило Перу с остальным миром.
- Открыты несколько больших участков железных дорог.
- Созданы три новых департамента (Ламбаеке, Апуримак, Такна) и одна прибрежная провинция (Мокегуа):

М. Пардо никогда не жил в правительственном дворце. Он жил в своём частном доме, где вёл приём граждан, не обращая внимания на экономическое или социальное положение лица, желающего аудиенции.

### После президентства
Передал управление страной заранее избранному своему преемнику, генералу Мариано Игнасио Прадо, который уже занимал ранее пост президента.
В июне 1877 год его сторонники (без ведома М. Пардо) подняли вооружённый мятеж в Кальяо. Бывший президент подвергся преследованиям, был вынужден скрываться в военной миссии Франции и позже эмигрировал в Чили.
Однако на выборах 1877 года был заочно избран сенатором Конгресса от Хунина, когда его партия получила большинство в обеих палатах. 27 июля 1878 года также заочно был избран председателем Сената страны. Хотя некоторые его друзья советовали ему не возвращаться в Перу, он вернулся в сентябре 1878 года с убеждением в надвигающейся вспышке войны с Чили (война началась через несколько месяцев после его смерти).

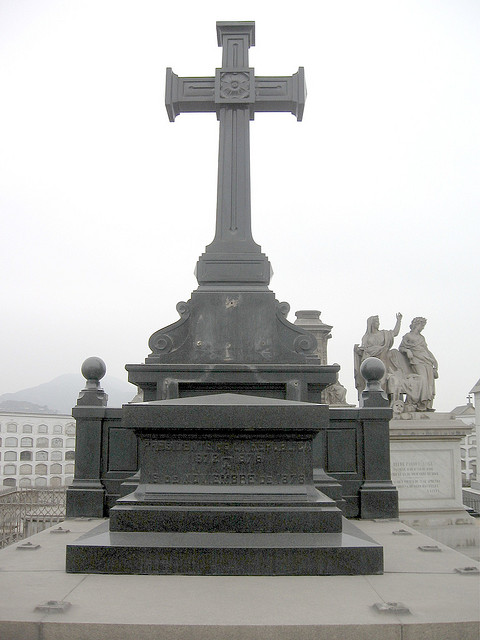
Могила М. Пардо в фамильном склепе

16 ноября 1878 года в возрасте 44 лет был убит в Лиме армейским старшим сержантом выстрелом в спину при входе в Сенат. Мотивом стала разработка Сенатом закона, затрудняющего армейскую карьеру, в частности, производство сержантов в офицеры. Убийца позже был расстрелян, а само убийство было резко осуждено практически всеми слоями общества.

## Семья
С июля 1859 года был женат на Марии Игнасии Хосефе де Барреда-и-Осма, дочери богатого бизнесмена.

Дети:
- Фелипе Пардо-и-Барреда (1860-1939) — известный перуанский дипломат.
- Хуан Пардо-и-Барреда (1862-1943) — известный бизнесмен, инженер и политик, президент палаты депутатов
- Хосе Пардо-и-Барреда (1864-1947) — президент Перу, этот пост он занимал дважды: в 1904—1908 и в 1915—1919 годах.
- Мария Пардо-и-Барреда (1865-?)
- Ана Пардо-и-Барреда (1868-1942)
- Луис Виктор Пардо-и-Барреда (1869-1944)
- Энрике Пардо-и-Барреда (1870-1930)
- Роса Мерседес Генара Пардо-и-Барреда (1871-1944)
- Хуана Виктория Пардо-и-Барреда (1876-?)
- Мануэль Адальберто Пардо-и-Барреда (1877-1906)